# Tamara Salazar
Tamara Yajaira Salazar Arce (* 9. August 1997 in Pusir Grande, Kanton Mira) ist eine ecuadorianische Gewichtheberin.

## Karriere
Tamara Salazar gewann bei den Weltmeisterschaften 2018 in Taschkent in der Klasse bis 81 kg Silber im Stoßen und Bronze im Zweikampf. Ein Jahr später folgten in der Klasse bis 87 kg WM-Bronze im Stoßen und Zweikampf sowie eine weitere Bronzemedaille bei den Panamerikanischen Spielen 2019. 2021 gewann sie die Silbermedaille bei den Olympischen Sommerspielen in Tokio in der Klasse bis 87 kg. 2022 folgten erneut WM-Bronze im Stoßen und Zweikampf. Zudem wurde sie Panamerikameisterin im Zweikampf und Stoßen.